# Marcus Valerius Messala Barbatus
Marcus Valerius Messala Barbatus (* spätestens 12 v. Chr.; † wohl vor 23 n. Chr.) war der Vater der Valeria Messalina und Vetter des Kaisers Claudius.
Messala Barbatus war ein Sohn des Marcus Valerius Messalla Appianus, Konsul im Jahr 12 v. Chr., und der Claudia Marcella. Er war verheiratet mit Domitia Lepida. Ihre gemeinsame Tochter Messalina heiratete um 38/39 Claudius. Über seine politische Karriere ist nichts bekannt. 